# Calibrachoa paranensis
Calibrachoa paranensis är en potatisväxtart som först beskrevs av Dusen, och fick sitt nu gällande namn av H.J.W. Wijsman. Calibrachoa paranensis ingår i släktet Calibrachoa och familjen potatisväxter. Inga underarter finns listade i Catalogue of Life.